# Bancos centrais e moedas da África

Uso de:
Franco CFA da África Ocidental
Franco CFA da África Central

Existem duas uniões monetárias africanas associadas a bancos centrais multinacionais; o Oeste africano Banco Central dos Estados da África Ocidental (BCEAO) e o Central africano Banco Central dos Estados da África Central (BEAC). Membros de ambas as uniões monetárias usam o Franco CFA como o seu uso corrente legal.
Abaixo está uma lista de bancos centrais e moedas da África.
| País                                                                                         | Moeda | Banco Central                                 | PIB (US$ bilhões) |
| -------------------------------------------------------------------------------------------- | --- | --------------------------------------------- | ----------------- |
| Benim · Burquina Fasso · Costa do Marfim · Guiné-Bissau · Mali · Níger · Senegal · Togo      | Franco CFA da África Ocidental | Banco Central dos Estados da África Ocidental | 145.33            |
| Camarões · República Centro-Africana · Chade · República do Congo · Guiné Equatorial · Gabão | Franco CFA da África Central | Banco Central dos Estados da África Central   | 149.1             |
| África do Sul                                                                                | Rand da África do Sul | South African Reserve Bank                    | 579               |
| Argélia                                                                                      | Dinar argelino | Banco da Argélia                              | 274.5             |
| Angola                                                                                       | Kwanza angolano | Banco Nacional de Angola                      | 126.21            |
| Botswana                                                                                     | Pula botswano | Banco de Botswana                             | 31.5              |
| Burundi                                                                                      | Franco burundiano | Banco da República do Burundi                 | 5.5               |
| Cabo Verde                                                                                   | Escudo cabo-verdiano | Banco de Cabo Verde                           | 2.18              |
| Comores                                                                                      | Franco das Comores | Banco Central das Comores                     | 0.84              |
| República Democrática do Congo                                                               | Franco congolês | Banco Central do Congo                        | 27.5              |
| Djibuti                                                                                      | Franco djiboutiano | Banco Central de Djibouti                     | 2.38              |
| Egito                                                                                        | Libra egípcia | Banco Central do Egito                        | 538               |
| Eritreia                                                                                     | Nakfa da Eritreia | Banco da Eritreia                             | 4.4               |
| Essuatíni                                                                                    | Lilanguéni suazi | Banco Central da Suazilândia                  | 6.1               |
| Etiópia                                                                                      | Birr etíope | Banco Nacional da Etiópia                     | 103.1             |
| Gâmbia                                                                                       | Dalasi gambiano | Banco Central do Gâmbia                       | 3.5               |
| Gana                                                                                         | Cedi ganense | Banco de Gana                                 | 90                |
| Guiné                                                                                        | Franco da Guiné | Banco Central da República da Guiné           | 12.3              |
| Lesoto                                                                                       | Loti do Lesoto | Banco Central do Lesoto                       | 3.9               |
| Libéria                                                                                      | Dólar liberiano | Banco Central da Libéria                      | 2.7               |
| Líbia                                                                                        | Dinar líbio | Banco Central da Líbia                        | 88                |
| Madagáscar                                                                                   | Ariary malgaxe | Banco Central de Madagáscar                   | 21.4              |
| Malawi                                                                                       | Kwacha do Maláui | Reserve Bank of Malawi                        | 14.6              |
| Mauritânia                                                                                   | Ouguiya mauritana | Banco Central da Mauritânia                   | 7.6               |
| Ilhas Maurícias                                                                              | Rupia mauriciana | Banco da Mauritius                            | 20.3              |
| Marrocos                                                                                     | Dirham marroquino | Banco Al-Maghrib                              | 171.91            |
| Moçambique                                                                                   | Metical moçambicano | Banco de Moçambique                           | 26.2              |
| Namíbia                                                                                      | Dólar namibiano | Banco da Namíbia                              | 16.8              |
| Nigéria                                                                                      | Naira da Nigéria | Banco Central da Nigéria                      | 451               |
| Quênia                                                                                       | Xelim queniano | Banco Central do Kenya                        | 76                |
| Ruanda                                                                                       | Franco ruandês | Banco Nacional de Ruanda                      | 14.9              |
| São Tomé e Príncipe                                                                          | Dobra de São Tomé e Príncipe | Banco Nacional de São Tomé e Príncipe         | 0.4               |
| Seicheles                                                                                    | Rupia das Seicheles | Banco Central de Seychelles                   | 2.41              |
| Serra Leoa                                                                                   | Leone da Serra Leoa | Banco de Serra Leoa                           | 8.4               |
| Somália                                                                                      | Xelim somaliano | Banco Central da Somália                      | 5.9               |
| Sudão                                                                                        | Libra sudanesa | Banco do Sudão                                | 80.4              |
| Sudão do Sul                                                                                 | Libra sul-sudanesa | Banco do Sudão do Sul                         | 9.7               |
| Tanzânia                                                                                     | Xelim tanzaniano | Banco da Tanzânia                             | 74                |
| Tunísia                                                                                      | Dinar tunisiano | Banco Central da Tunísia                      | 104.4             |
| Uganda                                                                                       | Xelim ugandês | Banco de Uganda                               | 51                |
| Zâmbia                                                                                       | Kwacha zambiano | Banco da Zâmbia                               | 23.7              |
| Zimbabwe                                                                                     | Várias (incluindo Rand da África do Sul, Pula de Botswana, Libra esterlina, Rupia indiana, euro, Yen japanês, Dólar australiano, Dólar dos Estados Unidos e o Yuan chinês) | Reserve Bank of Zimbabwe                      | 6.91              |